# Tamar Ross
Tamar Ross (* 16. Januar 1938 in Detroit, Michigan) ist Professorin für Jüdische Philosophie an der Bar-Ilan-Universität und befasst sich schwerpunktmäßig mit Fragen des Feminismus im Bereich der Religion. Sie gehört dem orthodoxen Judentum an.

## Leben und Aussagen
Ihre Forschungsthemen betreffen die Philosophie Abraham Isaak Kooks, die moderne Mussar-Bewegung, das Judentum und die Genderproblematik. Sie ist Autorin mehrerer Bücher und Aufsätze über Jüdische Ethik und Jüdische Philosophie, aktuelle Themen der jüdischen Orthodoxie, die Philosophie der Halacha und Orthodoxen Jüdischen Feminismus.
Tamar Ross vertritt hinsichtlich der Genderproblematik die These, dass Feminismus der Tora nicht fremd ist, sondern einen integralen Bestandteil darstellt. Sie orientiert sich an dem Konzept der sich fortschreitenden religiösen Offenbarung, die sich aus der Entwicklung der Gesellschaft und der zunehmenden Reife der Menschheit ergibt. Damit lehnt sie das gegensätzliche Konzept des Yeridat ha-dorot ab, also die Vorstellung eines geistigen und religiösen Niedergangs. Gleichzeitig wendet sie sich aber auch gegen liberale Strömungen des modernen Judentums, die die Autorität religiöser Schriften und Überlieferungen infrage stellen. Mit ihrem Sinnbild der „Vergrößerung des Palastes der Tora“, ursprünglich eine Idee Abraham Isaak Kooks, sucht sie nach Antworten auf Fragen der Gegenwart durch die Ausweitung der religiösen Tradition anstelle ihrer Auflösung und Unterminierung.

## Rezeption und Kritik
Yoel Finkelman kritisiert die Thesen von Tamar Ross als Ableitungen aus ihrer feministischen Axiomatik, die sie nicht infrage stellt. Sie sollte umgekehrt diese Axiome an der halachischen Tradition messen. Die Nichtübereinstimmung der Schriftinterpretation mit den feministischen Grundsätzen muss nicht in Interpretationsfehlern begründet sein.

## Werke (Auswahl)
- The Cognitive Value of Religious Truth Claims: Rabbi A.I. Kook and Postmodernism. In: Hazon Nahum: Jubilee Volume in Honor of Norman Lamm. Dezember 1997, S. 479–527.
- Modern Orthodoxy and the Challenge of Feminism. In: Jonathan Frankel, Eli Lederhendler, Peter Y. Medding, Ezra Mendelsohn (Hrsg.): Studies in Contemporary Jewry. Institute of Contemporary Jewry und Oxford University Press, 2000, S. 3–38.
- Orthodoxy, Women, and Halakhic Change. In: Amichai Berholz: The Quest for Halakha: Interdisciplinary Perspectives on Jewish Law. Yediot Aharonot / Bet Morasha, Tel Aviv 2003, ISBN 965-511-098-2, S. 387–438 (hebräisch).
- Expanding the Palace of Torah: Orthodoxy and Feminism. 1. Auflage. Brandeis University Press, Hanover 2004, ISBN 1-58465-390-6.